# Euglossinis
Els euglossinis (Euglossini) són una tribu d'himenòpters apòcrits de la família dels àpids (Apidae), conegunes popularment com abelles de les orquídies. Són un grup d'abelles amb crobícula (cistella de pol·len) (orbiculades), no totes són eusocials i algunes són paràsites. N'hi ha unes 200 espècies distribuïdes en cinc gèneres: Euglossa, Eulaema, Eufriesea, Exaerete i el gènere monotípic Aglae coerulea, totes elles es troben exclusivament a Amèrica Central i del Sud (només una espècie, Euglossa viridissima, s'ha establert als Estats Units). Els dos darrers gèneres són cleptoparàsits dels nius d'altres abelles de les orquídies. Totes excepte Eulaema tenen coloració brillant metàl·lica, principalment verda, daurada i blava.

## Recollida de fragància

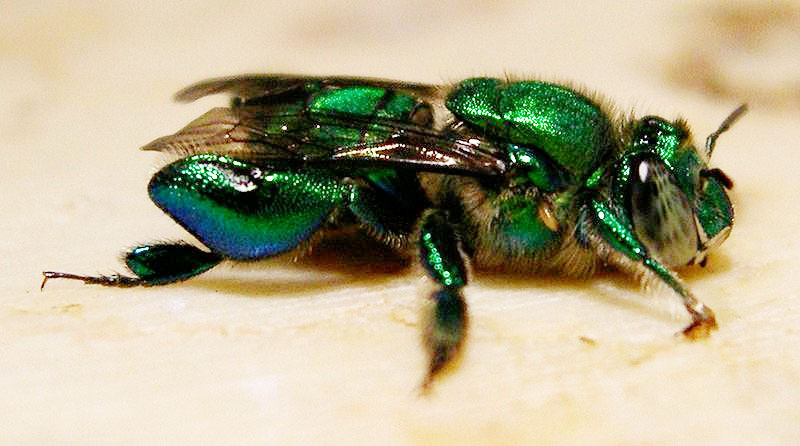
mascle de Euglossa sp.

Els mascles d'aquests insectes tenen les potes modificades amb la funció de recollir fragàncies de diferents composts volàtils principalment de les orquídies de les subtribus Stanhopeinae i Catasetinae. Aquestes espècies no produeixen nèctar i amaguen el pol·len en una única antera, no són visitades per les femelles d'aquests insectes, tota la pol·linització la fan els mascles. Els mascles també visiten altres flors com Spathiphyllum i Anthurium (Araceae), Drymonia i Gloxinia (Gesneriaceae), Cyphomandra (Solanaceae), i Dalechampia (Euphorbiaceae).
Aquestes fragàncies són alliberades pels mascles en el moment de l'aparellament. Aquest comportament de recollida de fragàncies volàtils és únic en el regne animal entre les substàncies recollides n'hi ha de molt familiars per als humans (per exemple salicilat de metil, eugenol, cineol, acetat de benzil, benzoat de metil, cinnamat de metil), i altres que no ho són com l'escatol).
El mascle d'Eufriesea purpurata té l'inusual comportament de recollir activament l'insecticida DDT de lescases al Brasil sense que això el perjudiqui.